# حمله جوزای ۱۳۹۶ کابل
یک انفجاری انتحاری در روز چهارشنبه ۳۱ مه ۲۰۱۷ همزمان با پنجمین روز از ماه رمضان ساعت ۸ و ۳۰ دقیقه صبح (به وقت محلی) در چهارراه زنبق، در منطقهٔ وزیر اکبرخان کابل رخ داد. در این انفجار بیش از ۹۰ نفر کشته و بیش از ۴۶۳ نفر زخمی شدند. این حمله زمانی روی داد که یک دستگاه تانکر آب حامل مواد منفجره جاسازی شده در منطقه وزیر اکبرخان منفجر شد. سازمان امنیت ملی افغانستان ادعا کرده‌است که شبکه حقانی این انفجار را به کمک سازمان اطلاعات نظامی پاکستان برنامه‌ریزی کرده‌است.

## هدف حمله
این انفجار در منطقه بشدت حفاظت شده دیپلماتیک در کابل رخ داد. یکی از مقامات پلیس در این باره گفت، این انفجار در منطقه وزیر اکبرخان در نزدیکی میدان زنبق صورت گرفته که علاوه بر کاخ ریاست جمهوری و سفارت آلمان، بسیاری از نهادهای حاکمیتی دیگر نیز در آن حوالی بوده‌است. گفته می‌شود هدف این انفجار دفتر امنیت ملی بوده‌است.

## تلفات و خسارات
اسماعیل کاووسی، از وزارت صحت عامه و بهداری افغانستان آمار کشته‌شدگان را بیش از ۸۰ نفر و تعداد زخمی‌ها را بیش از ۳۰۰ تن اعلام کرد.
همچنین بی‌بی‌سی طی بیانیه‌ای اعلام کرد که در این حمله یک کارمند بی‌بی‌سی در کابل به نام محمد نذیر نیز جان خود را از دست داده است و ۴ کارمند دیگر این نهاد زخمی شده‌اند.
نجیب دانش معاون سخنگوی وزارت کشور گفت انفجار آنقدر سنگین بوده که بیش از ۳۰ خودرو تخریب یا آسیب دیده‌اند. همچنین شیشه ساختمانها، مغازه‌ها و رستورانها تا شعاع یک کیلومتری محل حادثه شکسته شدند، منجمله شیشه‌های ساختمان دفتر نمایندگی خبرگزاری ایرانا در کابل شکسته شد. همچنین به سفارت و اقامتگاه سفیر جمهوری اسلامی ایران در کابل آسیب گسترده وارد آمد. براساس گزارش رسانه‌های ایران عوامل خبری شبکه تلویزیونی پرس تی وی از جمله تصویر بردار این شبکه در پی انفجار ناپدید شدند.
ماریل دو سارنز وزیر فرانسوی گفت که سفارت فرانسه در کابل نیز در این حمله آسیب دیده است وی گفت سفارت فرانسه و آلمان آسیب‌های مادی دیده است. در این انفجار یک محافظ سفارت آلمان کشته و شماری از کارمندان سفارت زخمی شدند.
در این انفجار ۱۱آمریکایی نیز در میان مجروحان هستند. مقامات آمریکایی گفتند که آن‌ها به عنوان پیمانکار برای سفارت آمریکا کار می‌کردند که در نزدیکی محل انفجار بوده‌اند.

### اقدامات امنیتی
مأموران امنیتی کابل منطقه انفجار را به روی هرگونه رفت‌وآمدی مسدود کردند.

## مسئولیت حمله
گروه طالبان مسئولیت این حمله را برعهده نگرفته و آن را محکوم کرده‌است.
گروه داعش مسئولیت این انفجار را برعهده گرفت.
اداره اطلاعاتی افغانستان ادعا کرده‌است که شبکه حقانی این انفجار را به کمک سازمان اطلاعات نظامی پاکستان برنامه‌ریزی کرده‌است.
طبق خبر منتشر شده به تاریخ ۱۲ ژوئن ۲۰۱۷ برابر با ۲۲ جوزا/خرداد ۱۳۹۶ سراج الدین حقانی، رهبر شبکه حقانی و معاون هبت الله رهبر طالبان روز هرگونه دخالت در حملات انتحاری در منطقه وزیر اکبرخان کابل، حمله به مراسم به خاکسپاری در کابل و در مسجد هرات را رد کرد.

## واکنش‌ها

### داخلی
- افغانستان اشرف غنی، رئیس‌جمهور در بیانیه‌ای حملهٔ کابل را به شدت محکوم کرده و آن را «ضد بشریت» خواند و افزود: تروریستان حتی در ماه مبارک رمضان که ماه خیر، برکت و عبادت است از قتل و کشتار مردم بی گناه ما دست برنمی‌دارند.[۲۴][۲۵]
- افغانستان عبدالله عبدالله رئیس اجراییه دولت وحدت ملی افغانستان با محکومیت این انفجار گفت «یکبار دیگر تروریست‌های منفور، چهره شیطانی، غیر اسلامی و درنده خویی خویش را به نمایش گذاشتند. به یقین جای دشمنان وحشی که در ماه مبارک رمضان دست به قتل و کشتار می‌زنند جهنم است.»[۴][۲۶]
- افغانستان شاه حسین مرتضوی سخنگوی ریاست‌جمهوری افغانستان در واکنش به این انفجار در صفحه فیس‌بوک خود نوشت «جنایتکاران تروریست با هدف قرار دادن اماکن مقدس، مساجد، رسانه، علما، کودکان، افراد غیرنظامی و مناطق مسکونی درصدد تحمیل اراده خود به مردم هستند.»[۴]
- افغانستان گلبدین حکمتیار، رهبر حزب اسلامی در واکنش به انفجار روز چهارشنبه در کابل این حمله را محکوم کرده و اعلام کرد که کار اصلی ما پایان دادن به جنگ در افغانستان است زیرا تمام مشکلات برخاسته از جنگ جاری در کشور است.[۲۷]

### خارجی
- کانادا کریستیا فریلند وزیر امور خارجه کانادا بیان داشت «زمان این حمله را ماه رمضان انتخاب کرده‌اند» و کانادا «هرگز به تلاش‌های خود برای مقابله با افراطی‌گری پایان نخواهد داد و مرتکب شوندگان چنین خشونت‌هایی را به محکمه خواهد کشاند».[۲۸]
- ایالات متحده آمریکا سایت کاخ سفید: «پرزیدنت ترامپ با اشرف غنی رئیس جمهور اففانستان تماس گرفت تا عمیق‌ترین مراتب همدردی خود را با خانواده‌ها و دوستان کشته شدگان و مجروحین… ابراز کند. او این حمله را که در خلال ماه مقدس رمضان رخ داد را محکوم کرد، حمله‌ای که مبین ماهیت وحشیانه تروریستهایی است که دشمنان تمامی ملتهای متمدن هستند.»[۲۹]
- ایالات متحده آمریکا بیانیه مطبوعاتی رکس تیلرسون: «ما عمیق‌ترین مراتب همدردی خود را با خانواده‌ها و دوستان کسانی که کشته و مجروح شدند، از جمله شرکای افغانی خود، اعضای جوامع بین‌المللی و دیپلماتیک و بسیاری شهروندان بی گناه افغانی ابراز می‌کنیم. تعهد آمریکا به افغانستان در برابر این حمله بی رحمانه و بزدلانه، غیرقابل تزلزل است.»[۳۰]
- سازمان ملل متحد سایت سازمان ملل: آنتونیو گوترز طی اطلاعیه یی از طریق سخنگویش گفت حملات خودسرانه علیه شهروندان نقض حقوق بشر و قانون انسان‌دوستانه بین‌الملل است و هیچگاه قابل توجیه نیست و آن‌ها که مسبب حمله امروز در کابل هستند باید به پای عدالت آورده شوند و بر تقویت جنگ علیه تروریسم و خشونت افراط گرایی تأکید کرد..»[۳۱]
- سازمان ملل متحد بیانیه شورای امنیت توسط رئیس شورا البیو روسلی از اروگوئه بیانیه‌ای صادر شد، در این بیانیه اعضای شورای امنیت با قویترین عبارات حمله تروریستی وحشیانه و بزدلانه‌ای که در خلال ماه مبارک رمضان در منطقه وزیر اکبر خان کابل در ۳۱ مه ۲۰۱۷ روی داد را محکوم می‌کنند.»[۳۲]
- بریتانیا بوریس جانسون، وزیر خارجه بریتانیا در توئیترش نوشت: «من کسانی را که پشت این حمله بودند محکوم می‌کنم، ما در مقابله با تروریسم در کنار افغانستان می‌ایستیم.»[۱۸]
- ینس استولتنبرگ، دبیر کل ناتو، این حمله را محکوم کرد و گفت که ناتو در زمینه مبارزه علیه تروریسم همکار افغانستان است.[۱۸]
- آلمان سفارت آلمان در کابل طی بیانیه‌ای نوشت: «ما قویا حمله به کابل که غیرنظامیان بی گناه را هدف قرار داد، محکوم می‌کنیم».[۱۸]

## پیامدها در افغانستان

### تظاهرات در کابل
در پی حمله خونین چهارشنبه ۳۱ مه ۲۰۱۷ جمعیتی چند صد نفره برای اعتراض به ناکارآمدی دولت روز جمعه ۲ ژوئن در نزدیکی محل انفجار کامیون گرد هم آمده و دست به تظاهرات زدند؛ ولی خواسته معترضان تغییر کرد و آن‌ها خواهان کناره‌گیری رهبران دولت وحدت ملی شدند. معترضان تلاش داشتند خود را به چهار راه زنبق برسانند و به طرف کاخ ریاست جمهوری به راه افتادند که با مقاومت پلیس و شلیک گلوله و گاز اشک‌آور مواجه شدند. این تظاهرات به خشونت منجر شد و بنا به گفته مقامات بیمارستانی کابل در درگیری میان تظاهرکنندگان و پلیس ۵ نفر کشته و بیش از ۱۰ نفر زخمی شده‌اند. گفته شده که یکی از کشته شدگان تظاهرات روز جمعه پسر محمد علم ایزدیار، معاون مجلس سنای افغانستان است.
کاخ ریاست جمهوری افغانستان روز جمعه بعد از ظهر، با انتشار بیانیه‌ای از کشته شدن شهروندان ابراز تأثر کرد. عبدالله عبدالله، رئیس اجرایی دولت نیز اطمینان داد که در مورد علل خشونت‌ها تحقیق خواهد کرد.

### انفجار در مراسم خاکسپاری
در مراسم خاک‌سپاری پسر معاون سنای افغانستان یکی از افراد کشته شده در جریان تظاهرات روز جمعه ۲ ژوئن ۲۰۱۷ در کابل سه انفجار رخ داد. در این انفجارها دست کم ۱۸ نفر کشته و بیش از ۱۰۰ نفر مجروح شدند. گفته می‌شود در این مراسم مقامات افغانستان از جمله عبدالله عبدالله، رئیس اجرایی، صلاح‌الدین ربانی، وزیر خارجه و بسیاری دیگر از مقام‌های ارشد دولتی حضور داشتند. محمد اشرف غنی، رئیس‌جمهوری افغانستان پس از وقوع این حوادث گفت که وی می‌پذیرد نهادهای امنیتی این کشور نیاز به اصلاحات اساسی دارد.

### برکناری رئیس گارنیزیون کابل
در واکنش‌ها به اعتراضات مربوط به ناکارآمدی نهادهای امنیتی گل نبی احمدزی از سمت فرماندهی گارنیزیون (پادگان) کابل برکنار و به جای او جنرال ضیایی فرمانده فرقه ۱۱۱ کابل گماشته شد.